# Phymatidium mellobarretoi
Phymatidium mellobarretoi là một loài thực vật có hoa trong họ Lan. Loài này được L.O.Williams & Hoehne miêu tả khoa học đầu tiên năm 1947.